# Jezioro Strzeszyńskie

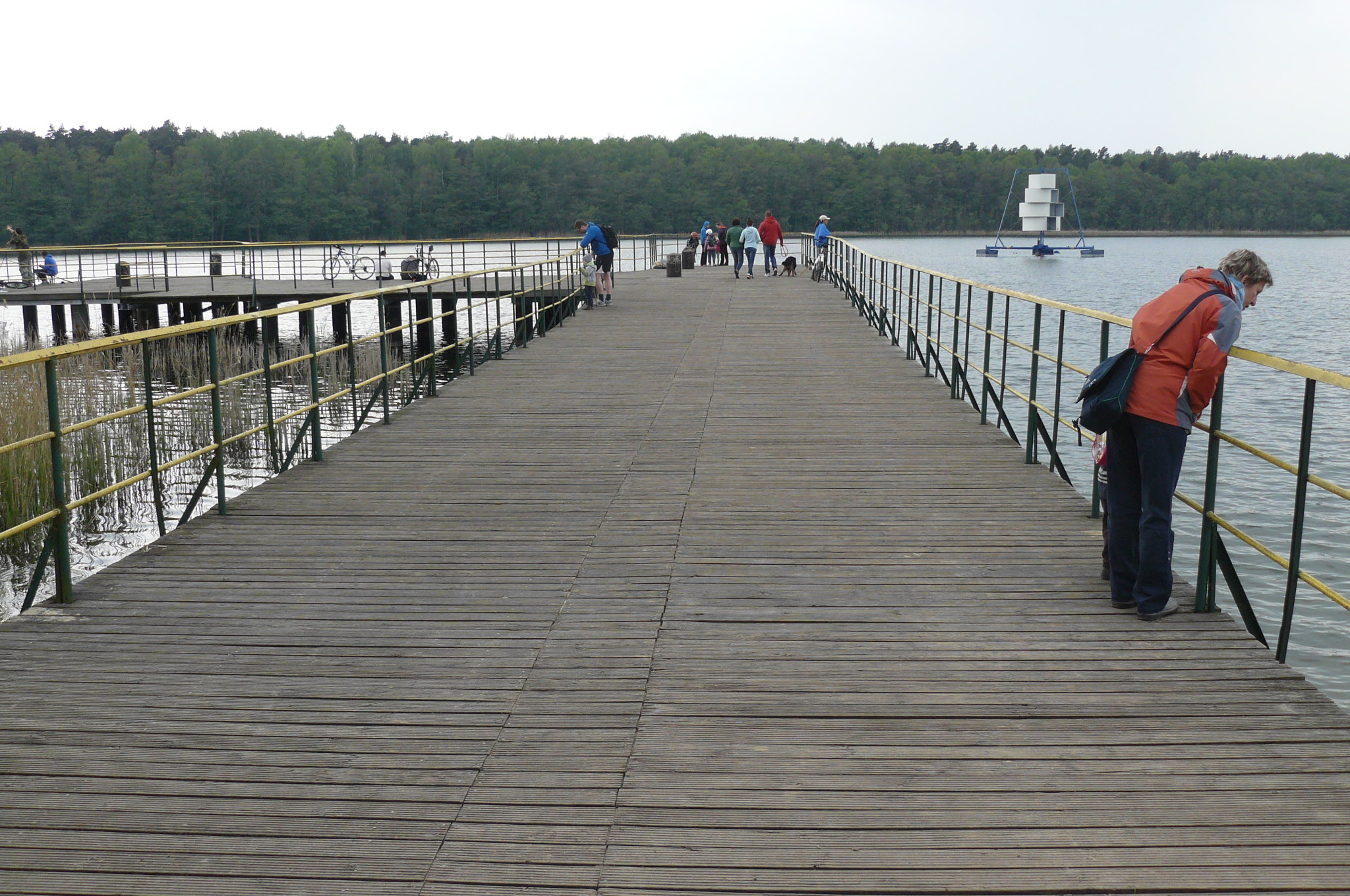
Pomost przy plaży w Strzeszynku

Jezioro Strzeszyńskie – jezioro w woj. wielkopolskim, w Poznaniu, leżące na terenie Pojezierza Poznańskiego. Jezioro jest źródłem rzeki Bogdanki tworzącej główną oś tzw. zachodniego klina zieleni miasta Poznania. Obecnie jedynym dopływem zasilającym jezioro jest Rów Złotnicki odwadniający obszary rolnicze i zabudowane miejscowości i gminy Suchy Las. W 2018 roku w dolinie cieku wybudowano zbiornik retencyjny z filtrem gruntowo-roślinnym, który wydłużył czas przepływu i wspomaga procesy samooczyszczania wody przy udziale roślinności wodnej.

## Charakterystyka
Linia brzegowa ma długość 4,5 km. Zlewnia bezpośrednia jeziora ma powierzchnię 133 ha, gdzie około 60% to lasy, a 35% grunty orne i łąki. Tereny wokół niemal całego jeziora są wykorzystywane rekreacyjnie.
Nad jeziorem znajduje się plaża trawiasto-piaszczysta i kąpielisko miejskie Strzeszynek (o pojemności 700 osób) w sezonie kąpielowym strzeżone przez ratowników i regularnie kontrolowane przez Powiatowy Inspektorat Sanitarny w Poznaniu. Atrakcyjność rekreacyjna terenów wokół jeziora, a szczególnie kompleks sportowy i infrastruktura motelowo-kempingowo-restauracyjna od strony ul. Koszalińskiej przyciągają rzesze mieszkańców miasta.

## Dane morfometryczne
Powierzchnia zwierciadła wody, według różnych źródeł, wynosi od 32,0 ha do 34,9 ha.
Zwierciadło wody położone jest na wysokości 77,3 m n.p.m. lub 76,6 m n.p.m. Średnia głębokość jeziora wynosi 8,4 lub 8,2 m, a głębokość maksymalna 17,8 m.
W 1994 roku wody jeziora zaliczono do II klasy czystości. W 2010 i wiosną 2011 roku odnotowano dopływ dużych ilości zanieczyszczeń mineralnych z dominacją azotanów i fosforanów poprzez Rów Złotnicki, co spowodowało gwałtowny wzrost trofii wody (z mezotrofii do eutrofii) oraz szereg zjawisk świadczących o degradacji ekosystemu jeziora (śnięcie ryb, zakwity glonów i sinic, odtlenienie jeziora od głębokości 7 m, zapach siarkowodoru). Szczególnie groźne dla kąpiących były masowe zakwity toksycznych pikocyjanobakterii. W konsekwencji w 2011 roku kąpielisko praktycznie nie działało, co wywołało liczne protesty oraz szeroką aktywizację mieszkańców i organizacji lokalnych zainteresowanych przyczynami tak nagłych i złych zmian jakości wody jeziora, w tym Stowarzyszenia My-Poznaniacy i Zielony Strzeszyn, Polskiego Klubu Ekologicznego, Rady Osiedla Strzeszyn, Zarządu Osiedla Grzybowego w Suchym Lesie oraz władz Gminy Suchy Las i Miasta Poznania
. Przyspieszona aktywizacja UM Poznania zaowocowała w 2012 roku przeprowadzeniem zabiegów rekultywacji chemicznej przy zastosowaniu koagulanta żelazowego wiążącego fosfor mineralny. W 2013 roku nad najgłębszym miejscem akwenu zainstalowano aerator napędzany siłą wiatru.

## Szata roślinna
Brzegi jeziora porastają rozległe szuwary z dominacją trzciny pospolitej, pałki szerokolistnej i wąskolistnej. Zwłaszcza przy północno-zachodnim brzegu rozległe agregacje tworzy kłoć wiechowata (jedyne stanowisko w Poznaniu). W płytkich zatokach zbiorowiska tworzą grzybienie białe. Z rzadziej spotykanych gatunków w wodach jeziora stwierdzono także rogatka krótkoszyjkowego. Strome zbocza otaczające jezioro porastają lasy o charakterze grądowym.

## Kultura i edukacja
Od roku 2011 Leszek Możdżer w okolicach plaży nad Jeziorem Strzeszyńskim organizuje coroczne wiosenne festiwale jazzowe Enter Music Festival. W rejonie plaży funkcjonuje też łączka edukacyjna prezentująca popularne rośliny rejonu jeziora.
W rejonie plaży w Strzeszynku powstała galeria plenerowa Visual Park, w ramach której m.in. w 2014 prof. Andrzej Bednarczyk z ASP w Krakowie przygotował instalację Sen Guliwera, będącą, według niego, największym komiksem na świecie – można go oglądać poprzez lunetę z drugiego brzegu. Pozostałe rzeźby plenerowe umieszczone w ramach Visual Parku, to:
- Obraz pożerający narzędzia rekreacji (Bartosz Kokosiński, 2015),
- Malum (Cyryl Zakrzewski, 2013),
- Naprężenie (Sławomir Sobczak, 2012/2013),
- Formy nadbrzeżne (Waldemar Rudyk, 2015),
- Niedźwiedzica (autor nieznany, około 1975),
- Space Delusions (Filip Wierzbicki-Nowak, 2012),
- Gwiazda/Star (Jarosław Fliciński, 2016),
- Sen Guliwera (Andrzej Bednarczyk, 2014),
- Axis (Sławomir Brzoska, 2014),
- Living Sugar (Maurycy Gomulicki, 2016),
- Struktury ulotne –Trzcina (Piotr Korzeniowski, 2015)[14].

### Galeria Visual Park

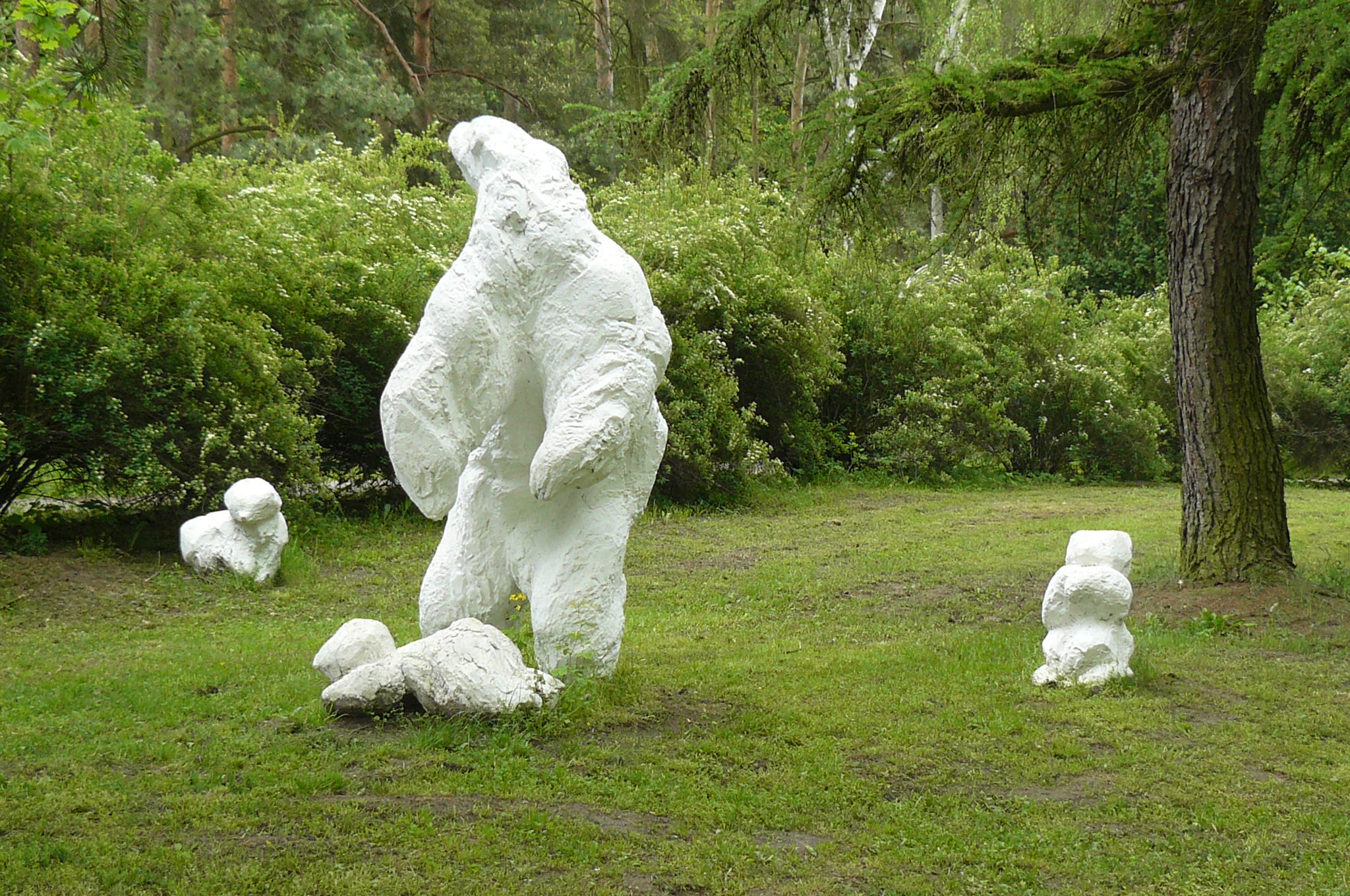
Niedźwiedzica
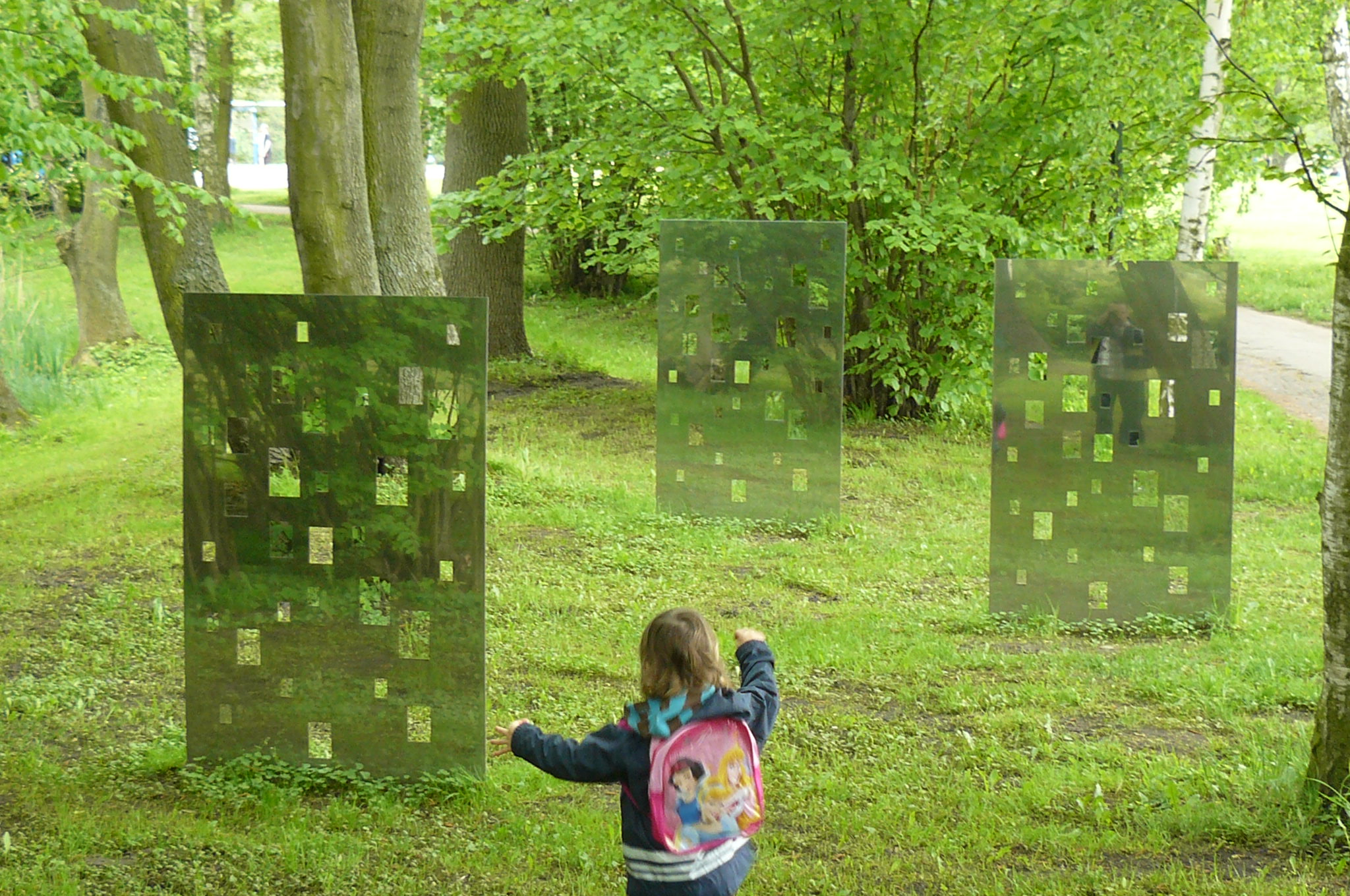
Space Delusions
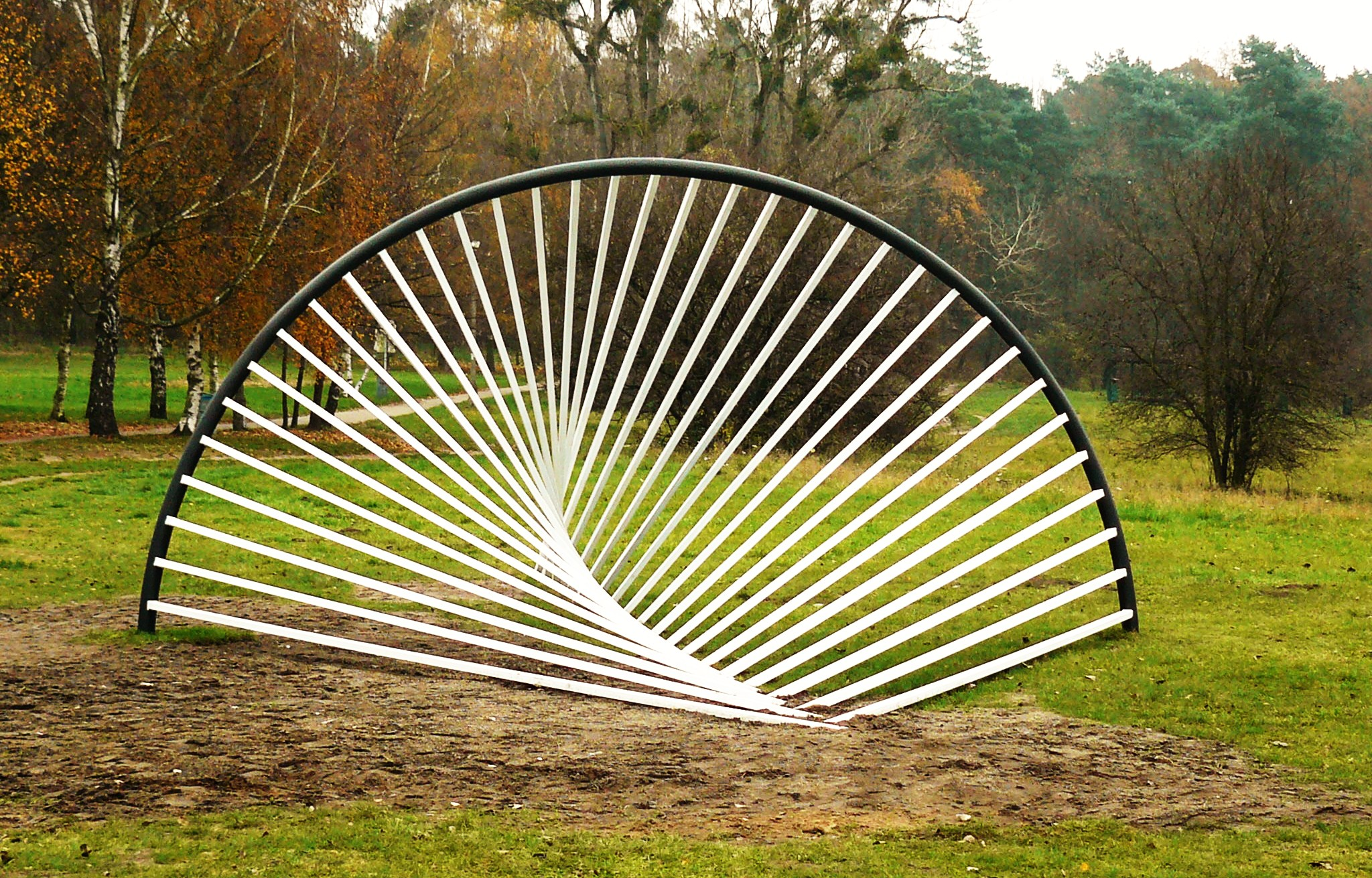
Axis
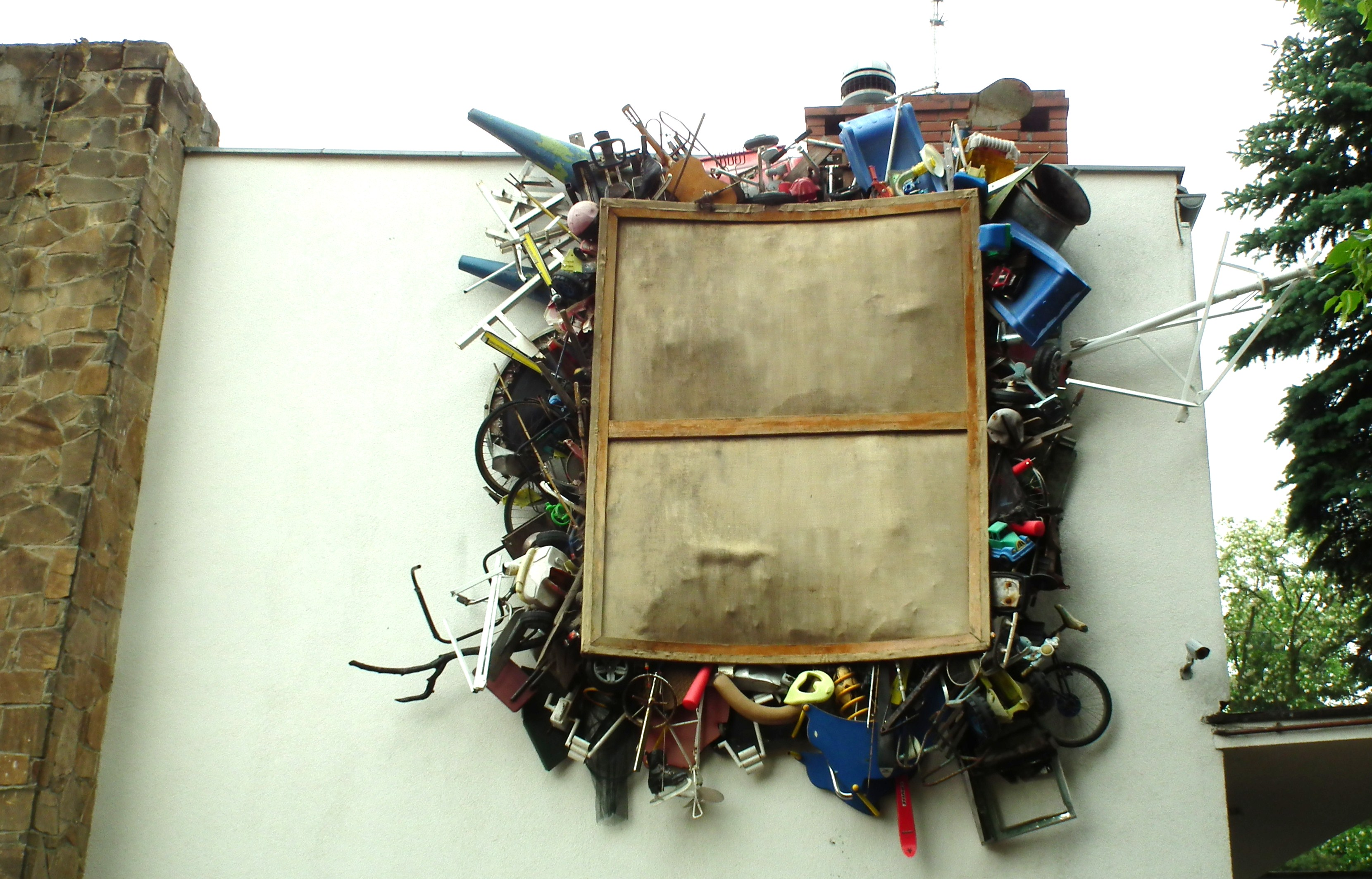
Obraz pożerający narzędzia rekreacji
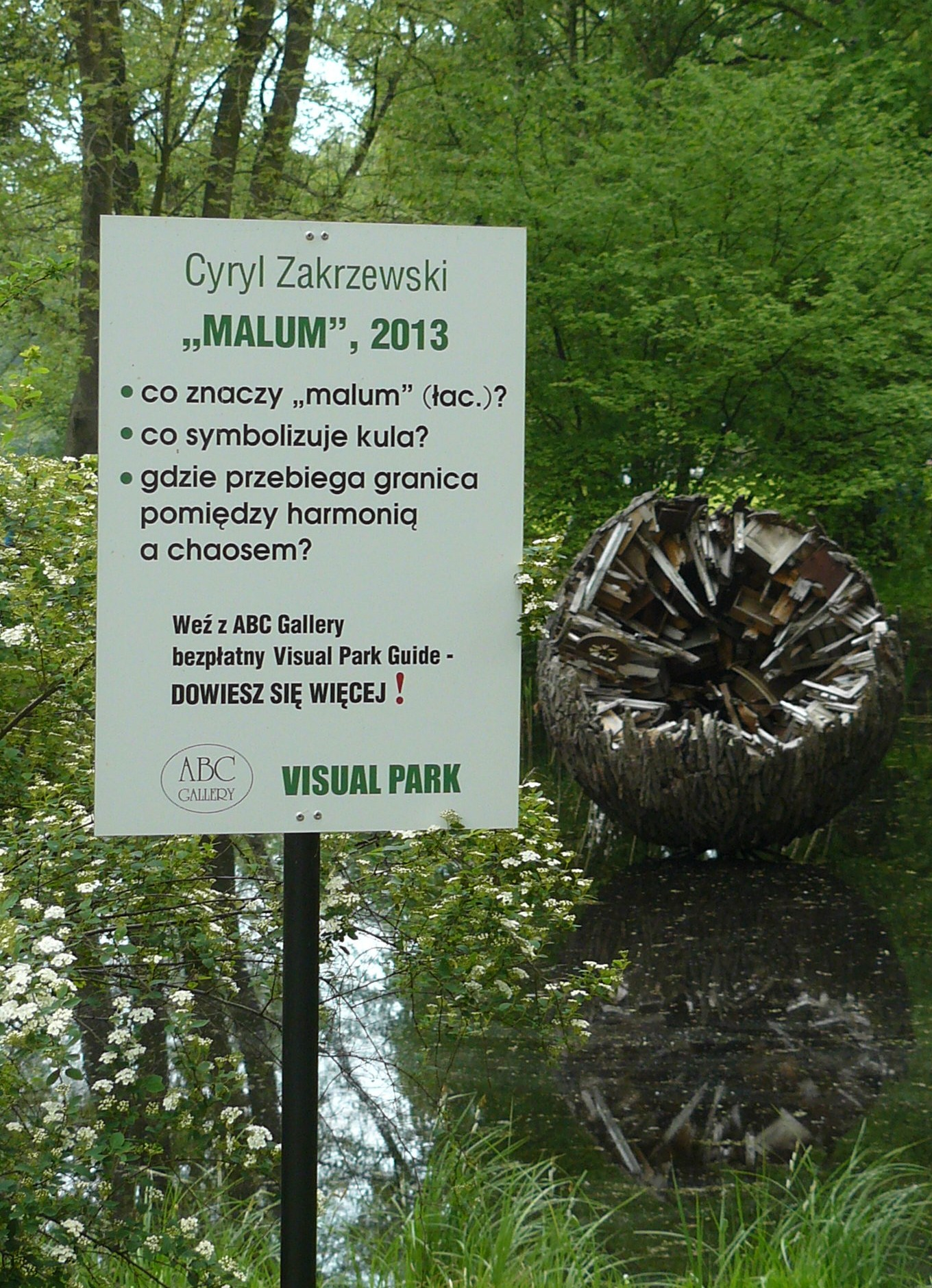
Malum